# Ioánna Kafetzí
Giannoúla (Ioánna) Kafetzí, en grec moderne : Γιαννούλα (Ιωάννα) Καφετζή, née le 30 mai 1976 à Néa Ionía (Thessalie), est une sprinteuse et sauteuse en longueur grecque à la retraite. Elle remporte une médaille de bronze, au sein de l'équipe féminine de relais 4 × 100 mètres, lors des Jeux méditerranéens de 2001 à Tunis, jusqu'à ce qu'elle décide de se concentrer sur le saut en longueur et intègre l'équipe grecque aux Jeux olympiques d'été de 2004. Au cours de sa carrière d'athlète, Ioánna Kafetzí établit un record personnel de 6,71 mètres au saut en longueur lors de la rencontre internationale de Venizelia à La Canée.